# Al-Bukajrijja
Al-Bukajrijja – miasto w Arabii Saudyjskiej, w prowincji Al-Kasim. W 2010 roku liczyło 29 547 mieszkańców.